# FA Cup 2003-2004
La FA Cup 2003-2004 è stata la centoventitreesima edizione della competizione più antica del mondo.
Il trofeo è stato vinto dal Manchester United, che nella finale del Millennium Stadium ha sconfitto il Millwall per 3-0.

## Calendario
| Turno                           | Data              | Incontri | Squadre   |
| ------------------------------- | ----------------- | -------- | --------- |
| Turno extra preliminare         | 23 agosto 2003    | 73       | 661 → 588 |
| Turno preliminare               | 30 agosto 2003    | 182      | 588 → 406 |
| Primo turno di qualificazione   | 20 settembre 2003 | 124      | 406 → 282 |
| Secondo turno di qualificazione | 27 settembre 2003 | 84       | 282 → 198 |
| Terzo turno di qualificazione   | 11 ottobre 2003   | 42       | 198 → 156 |
| Quarto turno di qualificazione  | 25 ottobre 2003   | 32       | 156 → 124 |
| Primo turno                     | 8 novembre 2003   | 40       | 124 → 84  |
| Secondo turno                   | 6 dicembre 2003   | 20       | 84 → 64   |
| Terzo turno                     | 3 gennaio 2004    | 32       | 64 → 32   |
| Quarto turno                    | 24 gennaio 2004   | 16       | 32 → 16   |
| Quinto turno                    | 14 febbraio 2004  | 8        | 16 → 8    |
| Sesto turno                     | 6 marzo 2004      | 4        | 8 → 4     |
| Semifinali                      | 3 aprile 2004     | 2        | 4 → 2     |
| Finale                          | 22 maggio 2004    | 1        | 2 → 1     |

## Primo turno
| Incontro | Squadra in casa    | Risultato | Squadra fuori casa   |
| -------- | ------------------ | --------- | -------------------- |
| 1        | Lincoln City       | 3-1       | Brighton             |
| 2        | Peterborough Utd   | 2-0       | Hereford Utd         |
| 3        | Oldham Athletic    | 3-0       | Carlisle Utd         |
| 4        | Cheltenham Town    | 3-1       | Hull City            |
| 5        | Yeovil Town        | 4-1       | Wrexham              |
| 6        | Macclesfield Town  | 3-0       | Boston Utd           |
| 7        | Grays Athletic     | 1-2       | Aldershot Town       |
| 8        | Scarborough        | 1-0       | Doncaster            |
| 9        | Barnet             | 2-2       | Stalybridge Celtic   |
| Replay   | Stalybridge Celtic | 0-2       | Barnet               |
| 10       | Blackpool          | 4-0       | Boreham Wood         |
| 11       | Wycombe            | 4-1       | Swindon Town         |
| 12       | Lancaster City     | 1-2       | Cambridge Utd        |
| 13       | Woking             | 3-1       | Histon               |
| 14       | Bournemouth        | 1-0       | Bristol Rovers       |
| 15       | Stevenage Borough  | 2-1       | Stockport County     |
| 16       | Grantham Town      | 1-2       | Leyton Orient        |
| 17       | Thurrock           | 1-1       | Luton Town           |
| Replay   | Luton Town         | 3-1       | Thurrock             |
| 18       | Northampton Town   | 3-2       | Plymouth             |
| 19       | Tranmere           | 3-2       | Chesterfield         |
| 20       | Hornchurch         | 2-0       | Darlington           |
| 21       | Scunthorpe Utd     | 2-1       | Shrewsbury Town      |
| 22       | Torquay Utd        | 1-2       | Burton Albion        |
| 23       | Accrington Stanley | 1-0       | Huddersfield Town    |
| 24       | Grimsby Town       | 1-0       | QPR                  |
| 25       | Notts County       | 7-2       | Shildon              |
| 26       | Brentford          | 7-1       | Gainsborough Trinity |
| 27       | Kidderminster      | 2-1       | Northwich Victoria   |
| 28       | Southend Utd       | 1-1       | Canvey Island        |
| Replay   | Canvey Island      | 2-3       | Southend Utd         |
| 29       | York City          | 1-2       | Barnsley             |
| 30       | Port Vale          | 2-2       | Ford United          |
| Replay   | Ford United        | 1-2       | Port Vale            |
| 31       | Mansfield Town     | 6-0       | Bishop's Stortford   |
| 32       | Sheffield Weds     | 4-0       | Salisbury City       |
| 33       | Farnborough Town   | 0-1       | Weston-super-Mare    |
| 34       | Chester City       | 0-1       | Ebbsfleet Utd        |
| 35       | Telford Utd        | 3-2       | Crawley Town         |
| 36       | Colchester Utd     | 1-0       | Oxford Utd           |
| 37       | Bradford PA        | 2-5       | Bristol City         |
| 38       | Bury               | 1-2       | Rochdale             |
| 39       | Swansea City       | 3-0       | Rushden & Diamonds   |
| 40       | Hartlepool Utd     | 4-0       | Whitby Town          |

## Secondo turno
| Incontro | Squadra in casa    | Risultato     | Squadra fuori casa |
| -------- | ------------------ | ------------- | ------------------ |
| 1        | Northampton Town   | 4-1           | Weston-super-Mare  |
| 2        | Rochdale           | 0-2           | Luton Town         |
| 3        | Colchester Utd     | 1-0           | Aldershot Town     |
| 4        | Macclesfield Town  | 1-1           | Cambridge Utd      |
| Replay   | Cambridge Utd      | 2-2 (2-4 dtr) | Macclesfield Town  |
| 5        | Peterborough Utd   | 3-2           | Grimsby Town       |
| 6        | Bristol City       | 0-0           | Barnsley           |
| Replay   | Barnsley           | 2-1           | Bristol City       |
| 7        | Oldham Athletic    | 2-5           | Blackpool          |
| 8        | Burton Albion      | 0-1           | Hartlepool Utd     |
| 9        | Ebbsfleet Utd      | 1-2           | Notts County       |
| 10       | Telford Utd        | 1-0           | Brentford          |
| 11       | Woking             | 0-3           | Kidderminster      |
| 12       | Hornchurch         | 0-1           | Tranmere           |
| 13       | Yeovil Town        | 5-1           | Barnet             |
| 14       | Bournemouth        | 1-1           | Accrington Stanley |
| Replay   | Accrington Stanley | 0-0 (5-3 dtr) | Bournemouth        |
| 15       | Cheltenham Town    | 3-1           | Leyton Orient      |
| 16       | Port Vale          | 0-1           | Scarborough        |
| 17       | Wycombe            | 1-1           | Mansfield Town     |
| Replay   | Mansfield Town     | 3-2           | Wycombe            |
| 18       | Southend Utd       | 3-0           | Lincoln City       |
| 19       | Scunthorpe Utd     | 2-2           | Sheffield Weds     |
| Replay   | Sheffield Weds     | 0-0 (1-3 dtr) | Scunthorpe Utd     |
| 20       | Swansea City       | 2-1           | Stevenage Borough  |

## Terzo turno
| Incontro | Squadra in casa    | Risultato | Squadra fuori casa |
| -------- | ------------------ | --------- | ------------------ |
| 1        | Preston N.E.       | 3-3       | Reading            |
| Replay   | Reading            | 1-2       | Preston N.E.       |
| 2        | Southampton        | 0-3       | Newcastle Utd      |
| 3        | Watford            | 2-2       | Chelsea            |
| Replay   | Chelsea            | 4-0       | Watford            |
| 4        | Yeovil Town        | 0-2       | Liverpool          |
| 5        | Gillingham         | 3-2       | Charlton           |
| 6        | Nottingham Forest  | 1-0       | West Bromwich      |
| 7        | Aston Villa        | 1-2       | Manchester Utd     |
| 8        | Crewe Alexandra    | 0-1       | Telford Utd        |
| 9        | Middlesbrough      | 2-1       | Notts County       |
| 10       | Sunderland         | 1-0       | Hartlepool Utd     |
| 11       | Everton            | 3-1       | Norwich City       |
| 12       | Ipswich Town       | 3-0       | Derby County       |
| 13       | Tranmere           | 1-1       | Bolton             |
| Replay   | Bolton             | 1-2       | Tranmere           |
| 14       | Tottenham          | 3-0       | Crystal Palace     |
| 15       | Manchester City    | 2-2       | Leicester City     |
| Replay   | Leicester City     | 1-3       | Manchester City    |
| 16       | Kidderminster      | 1–1       | Wolverhampton      |
| Replay   | Wolverhampton      | 2–0       | Kidderminster      |
| 17       | Fulham             | 2–1       | Cheltenham Town    |
| 18       | Barnsley           | 0–0       | Scunthorpe Utd     |
| Replay   | Scunthorpe Utd     | 2–0       | Barnsley           |
| 19       | Northampton Town   | 1–1       | Rotherham Utd      |
| Replay   | Rotherham Utd      | 1-2       | Northampton Town   |
| 20       | Coventry City      | 2–1       | Peterborough Utd   |
| 21       | Portsmouth         | 2–1       | Blackpool          |
| 22       | Bradford City      | 1–2       | Luton Town         |
| 23       | Millwall           | 2–1       | Walsall            |
| 24       | Wimbledon FC       | 1–1       | Stoke City         |
| Replay   | Stoke City         | 0–1       | Wimbledon FC       |
| 25       | Southend Utd       | 1–1       | Scarborough        |
| Replay   | Scarborough        | 1–0       | Southend Utd       |
| 26       | Mansfield Town     | 0–2       | Burnley            |
| 27       | Cardiff City       | 0–1       | Sheffield Utd      |
| 28       | Leeds Utd          | 1–4       | Arsenal            |
| 29       | Wigan              | 1–2       | West Ham Utd       |
| 30       | Birmingham City    | 4–0       | Blackburn          |
| 31       | Swansea City       | 2–1       | Macclesfield Town  |
| 32       | Accrington Stanley | 0–0       | Colchester Utd     |
| Replay   | Colchester Utd     | 2–1       | Accrington Stanley |

## Quarto turno
| Incontro | Squadra in casa   | Risultato | Squadra fuori casa |
| -------- | ----------------- | --------- | ------------------ |
| 1        | Burnley           | 3–1       | Gillingham         |
| 2        | Liverpool         | 2–1       | Newcastle Utd      |
| 3        | Nottingham Forest | 0–3       | Sheffield Utd      |
| 4        | Wolverhampton     | 1–3       | West Ham Utd       |
| 5        | Luton Town        | 0–1       | Tranmere           |
| 6        | Everton           | 1–1       | Fulham             |
| Replay   | Fulham            | 2–1       | Everton            |
| 7        | Scarborough       | 0–1       | Chelsea            |
| 8        | Ipswich Town      | 1–2       | Sunderland         |
| 9        | Manchester City   | 1–1       | Tottenham          |
| Replay   | Tottenham         | 3–4       | Manchester City    |
| 10       | Northampton Town  | 0–3       | Manchester Utd     |
| 11       | Coventry City     | 1–1       | Colchester Utd     |
| Replay   | Colchester Utd    | 3–1       | Coventry City      |
| 12       | Portsmouth        | 2–1       | Scunthorpe Utd     |
| 13       | Arsenal           | 4–1       | Middlesbrough      |
| 14       | Birmingham City   | 1–0       | Wimbledon FC       |
| 15       | Telford Utd       | 0–2       | Millwall           |
| 16       | Swansea City      | 2–1       | Preston N.E.       |

## Quinto turno
| Incontro | Squadra in casa | Risultato | Squadra fuori casa | Spettatori |
| -------- | --------------- | --------- | ------------------ | ---------- |
| 1        | Liverpool       | 1–1       | Portsmouth         | 34.669     |
| Replay   | Portsmouth      | 1–0       | Liverpool          | 19.529     |
| 2        | Sunderland      | 1–1       | Birmingham City    | 24.966     |
| Replay   | Birmingham City | 0–2       | Sunderland         | 25.645     |
| 3        | Sheffield Utd   | 1–0       | Colchester Utd     | 17.074     |
| 4        | Tranmere        | 2–1       | Swansea City       | 12.215     |
| 5        | Fulham          | 0–0       | West Ham Utd       | 14.705     |
| Replay   | West Ham Utd    | 0–3       | Fulham             | 27.934     |
| 6        | Manchester Utd  | 4–2       | Manchester City    | 67.228     |
| 7        | Millwall        | 1–0       | Burnley            | 10.420     |
| 8        | Arsenal         | 2–1       | Chelsea            | 38.136     |

## Sesto turno
| Arbitro: | Rob Styles |

|                         |           |                       |
| van Nistelrooy 25’, 62’ | Marcatori | 23’ (rig.) Malbranque |

| Arbitro: | Jeff Winter |

|                |           |                                             |
| Sheringham 90’ | Marcatori | 25’, 50’ Henry 43’, 57’ Ljungberg 45’ Touré |

| Londra 7 marzo 2004, ore 13:00 | Millwall    | 0 – 0 referto | Tranmere | The Den (16.404 spett.)\| Arbitro: \| Neale Barry \| |
| Arbitro:                       | Neale Barry |               |          |                                                      |

| Arbitro: | Steve Dunn |

|           |           |  |
| Smith 15’ | Marcatori |  |

### Replay
| Arbitro: | Uriah Rennie |

|           |           |                       |
| Jones 41’ | Marcatori | 11’ Cahill 16’ Harris |

## Semifinali
| Arbitro: | Graham Barber |

|  |           |             |
|  | Marcatori | 32’ Scholes |

| Arbitro: | Paul Durkin |

|  |           |            |
|  | Marcatori | 26’ Cahill |

## Finale
| Arbitro: | Jeff Winter |

|                                              |            |             |
| C. Ronaldo 44’ van Nistelrooy 65’ (rig.) 81’ | Marcatori  |             |
| Alex Ferguson                                | Allenatori | Dennis Wise |

| Manchester United | Millwall |